# Consejo de Ministros de la República Socialista Soviética de Moldavia
El Consejo de Ministros de la República Socialista Soviética de Moldavia (en moldavo: Советул де миништри ал РСС Молдовенешть, en ruso: Совет министров Молдавской ССР) era el máximo órgano ejecutivo y administrativo de la República Socialista Soviética de Moldavia, desde 1946 hasta la abolición de la república en 1991.

## Historia
El Consejo de Ministros de la RSS de Moldavia fue establecido por decreto del Presídium del Sóviet Supremo de la República Socialista Soviética de Moldavia emitido el 26 de marzo de 1946, reemplazando al Consejo de Comisarios del Pueblo de la RSS de Moldavia, en base a la ley decretada el 15 de marzo de 1946 "Sobre la transformación del Consejo de Comisarios del Pueblo de la URSS en el Consejo de Ministros de la URSS, y los Consejos de Comisarios del Pueblo de las Repúblicas en los Consejos de Ministros de las Repúblicas".

## Potestades y competencia
De acuerdo con la Constitución de la República Socialista Soviética de Moldavia, el Consejo de Ministros de la República Socialista Soviética de Moldavia era formado por decreto del Sóviet Supremo de la República Socialista Soviética de Moldavia, y estaba compuesto por el presidente, el Primer Diputado y el vicepresidente, los ministros de la RSS de Moldavia y los presidentes de comités estatales locales. A propuesta del Presidente del Consejo de Ministros, el Sóviet Supremo de la RSS de Moldavia podría incluir en el Gobierno de la RSS de Moldavia a los líderes de otros órganos y organizaciones.
El Consejo de Ministros de la República Socialista Soviética de Moldavia era responsable ante el Sóviet Supremo de la República Socialista Soviética de Moldavia y, en el período entre sus sesiones, ante su Presídium. El Consejo de Ministros de la RSS de Moldavia estaba obligado a informar periódicamente sobre su trabajo al Sóviet Supremo, y a dimitir ante el Consejo recién elegido en su primera sesión.
Los poderes del Consejo de Ministros de la RSS de Moldavia incluían la decisión de todos los asuntos de la administración estatal asignados a la jurisdicción de la república de Moldavia, y que, según la Constitución, no estaban dentro de la competencia del Sóviet Supremo de la RSS de Moldavia ni del Presídium.
Como órgano permanente del Consejo de Ministros de la RSS de Moldavia, actuando entre sus sesiones, estaba el Presídium del Consejo de Ministros de la RSS de Moldavia, integrado por el presidente del Consejo de Ministros de la RSS de Moldavia, el Primer Adjunto, así como otros miembros del Gobierno, trabajaron de conformidad con la Ley del Consejo de Ministros de la RSS de Moldavia. Era el encargado de resolver cuestiones relacionadas con el aseguramiento de la gestión de la economía nacional, y otras cuestiones de la administración estatal.
El Consejo de Ministros de la RSS de Moldavia emitió resoluciones y órdenes sobre la base y en cumplimiento de los actos legislativos de la Unión Soviética, y de la RSS de Moldavia, resoluciones y órdenes del Consejo de Ministros de la URSS, y de la organización y verificación de su implementación. Las resoluciones y órdenes del Consejo de Ministros de la RSS de Moldavia eran vinculantes para todo el territorio de la república federada.
El Consejo de Ministros tuvo su sede en un edificio en la plaza central de Chisináu, que fue construido en 1964 por el arquitecto Semión Fridlin, en el sitio de la Diócesis de Besarabia. 
El 23 de mayo de 1991, por decisión del Sóviet Supremo de la RSS de Moldavia, el Consejo de Ministros fue abolido y reemplazado por el Gobierno de la República de Moldavia, debido a la disolución de la República Socialista Soviética de Moldavia y a la creación de la República de Moldavia. Después de 1991, el edificio alberga hasta la actualidad al Gobierno de Moldavia.

## Lista de Presidentes
El jefe del Gobierno de la RSS de Moldavia, era, según la Constitución de la RSS de Moldavia, el presidente del Consejo de Ministros de la RSS de Moldavia.
| N.º | Presidente | Presidente         | Partido político | Partido político  | Tenencia                                          |
| --- | ---------- | ------------------ | ---------------- | ----------------- | ------------------------------------------------- |
| 1   |            | Nicolae Coval      |                  | Partido Comunista | 26 de marzo de 1946 - 18 de julio de 1946         |
| 2   |            | Gerasim Rud        |                  | Partido Comunista | 18 de julio de 1946 - 23 de enero de 1958         |
| 3   |            | Alexandru Diordiță |                  | Partido Comunista | 23 de enero de 1958 - 15 de abril de 1970         |
| 4   |            | Gueorgui Antosyak  |                  | Partido Comunista | 15 de abril - 24 de abril de 1970                 |
| 5   |            | Petru Pascari      |                  | Partido Comunista | 24 de abril de 1970 - 1 de septiembre de 1976     |
| 6   |            | Semion Grossu      |                  | Partido Comunista | 1 de septiembre de 1976 - 31 de diciembre de 1980 |
| 7   |            | Iván Ustian        |                  | Partido Comunista | 31 de diciembre de 1980 - 24 de diciembre de 1985 |
| 8   |            | Iván Calin         |                  | Partido Comunista | 24 de diciembre de 1985 - 10 de enero de 1990     |
| 9   |            | Petru Pascari      |                  | Partido Comunista | 10 de enero - 24 de mayo de 1990                  |
| 10  |            | Mircea Snegur      |                  | Partido Comunista | 24 de mayo - 25 de mayo de 1990                   |
| 11  |            | Mircea Druc        |                  | Partido Comunista | 25 de mayo de 1990 - 23 de mayo de 1991           |